# Prova exacta de Fisher
La prova exacta de Fisher és una prova de significació estadística utilitzada en l'anàlisi de taules de contingència. Encara que en la pràctica es fa servir quan la mida de les mostres són petites, és un mètode vàlid per a totes les mides de les mostra. Rep el nom del seu inventor, Ronald Fisher, i és un d'una classe de proves exactes.

## Ús
La majoria dels usos de la prova de Fisher impliquen, com en aquest exemple, una taula de contingència de 2 × 2.

### Exemple
|                        | Homes | Dones | Totals de les files |
| Estudiants             | 1     | 9     | 10                  |
| No-estudiants          | 11    | 3     | 14                  |
| Totals de les columnes | 12    | 12    | 24                  |

O, cosa que és el mateix:
|                        | Homes | Dones | Totals de les files |
| Estudiants             | a     | b     | a + b               |
| No-estudiants          | c     | d     | c + d               |
| Totals de les columnes | a + c | b + d | a + b + c + d (=n)  |

Fisher va mostrar que la probabilitat d'obtenir qualsevol conjunt de valors ve donada per una distribució hipergeométrica:
{\displaystyle p={\frac {\displaystyle {{a+b} \choose {a}}\displaystyle {{c+d} \choose {c}}}{\displaystyle {{n} \choose {a+c}}}}={\frac {(a+b)!~(c+d)!~(a+c)!~(b+d)!}{a!~~b!~~c!~~d!~~n!}}}
on {\displaystyle {\tbinom {n}{k}}} és el coeficient binomial i el símbol ! indica l'operador factorial.
Amb les dades anteriors, això dona:
{\displaystyle p={{\tbinom {10}{1}}{\tbinom {14}{11}}}/{\tbinom {24}{12}}={\tfrac {10!~14!~12!~12!}{1!~9!~11!~3!~24!}}\approx 0,001346076}